# Икелан

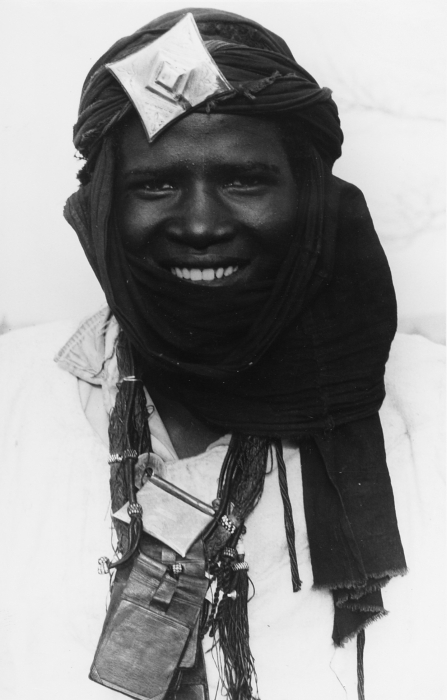
Мужчина-икелан

Икелан (эклан/икелан или ибенхерен в тамашеке; бузу в хауса; белла в сонгайских языках) — каста в обществе туарегов, имеющая рабское происхождение. В отличие от этнитических туарегов берберского происхождения, икеланы нилоты.
Несмотря на фактическую ассимиляцию, единый язык и обычии, они живут отдельно от других каст и общин. Ситуация икелан в чём-то аналогична ситуации харатинов в обществе мор в Мавритании.

## Этимология
Как и харатин, имя «Икелан» и в гораздо большей степени, Бузу и Белла являются экзонимами (имя, которое сами эти люди не используют) с негативным подтекстом. Исторически термин «икелан» использовался для обозначения черных рабов туарегов, а термин «иклан» означает «быть чёрным», и эти рабы предоставляли труд по просьбе своего хозяина. В некоторых частях Западной Африке неизвестное число представителей касты икелан продолжают жить в рабстве или подобных рабству отношениях с другими общинами туарегов. Лица и общины икелан встречаются на большей части территории Нигера, Мали, южного Алжира и Ливии, а также в некоторых частях северной Буркина-Фасо и Нигерии.

## История

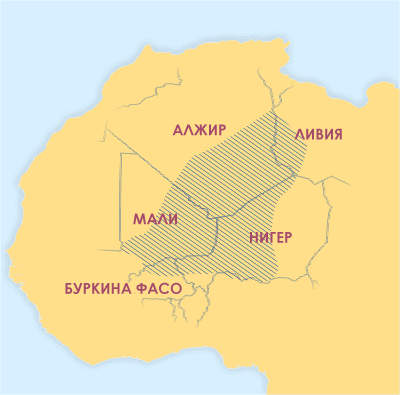
Туареги разбросаны по большой территории Западной Африки, оседлые и временные среди других культур.

Когда туареги двинулись на юг континента в 11 веке нашей эры, они взяли рабов в качестве военнопленных. Большинство рабов было взято из соседних населенных пунктов Сахеля, включая общины Сонгхай-Джерма, Канури и Хауса, а также из конкурирующих племенных конфедераций туарегов. Эти эклан когда-то составляли особый социальный класс в обществе туарегов.
Группы рабства были двух видов: домашние рабы жили рядом со своими хозяевами в качестве домашней прислуги и пастухов и функционировали как часть семьи в тесном социальном взаимодействии. Вдобавок целые общины стали подчиняться аристократическим племенам, завоевывались на месте, образовывались в результате миграции икеланских семей или даже других этнических групп, перемещающихся в контролируемые туарегами общины в поисках защиты. Иногда члены соперничающих келсов, потерпевшие поражение в войне, относились к низшим кастам, но обычно более высокого уровня, чем икеланцы.
Подневольное земледелие или соледобывающие сообщества, в некоторой степени аналогичные европейским крепостным, постепенно ассимилировались в культуру туарегов, содержали туарегов-пастухов во время их годового отгонного цикла или предоставляли торговые или фермерские центры для кланов туарегов. До 20 века туареги захватывали большинство рабов во время набегов на другие общины и во время войны. Война была тогда главным источником поставок рабов, хотя многие из них покупались на невольничьих рынках, которыми управляли в основном коренные народы.
Некоторые благородные туареги и вассалы женились на рабах, и их дети становились свободными. В этом смысле икелан образовывал отдельные части семьи: «фиктивные дети». С другой стороны, целые икеланские общины принадлежали к классу, унаследованному от крепостных, обычному для некоторых обществ доколониальной Западной Африки и часто мало взаимодействовавшему со «своей» знатью большую часть года.

### Колониальный период
Когда были установлены французские колониальные правительства, они приняли закон об отмене рабства, но не применяли его. Некоторые комментаторы полагают, что интерес французов был направлен больше на демонтаж традиционной политической экономии туарегов, которая зависела от рабского труда для выпаса скота, чем на освобождение рабов Историк Мартин Кляйн сообщает, что французские власти Западной Африки предприняли крупномасштабную попытку освободить рабов и другие связанные касты в областях туарегов после восстания Фируана 1914—1916 годов.
Несмотря на это, французские официальные лица после Второй мировой войны сообщили, что только в районах Гао-Тимбукту французского Судана около 50 000 «Белла» находились под прямым контролем мастеров туарегов. Это произошло по крайней мере через четыре десятилетия после того, как французские декларации массовой свободы произошли в других районах колонии. В 1946 году серия массовых дезертирств рабов туарегов и связанных общин началась в Ниоро, а затем в Менаке, быстро распространившись по долине реки Нигер.
В первом десятилетии 20-го века французские администраторы в южных туарегских областях французского Судана оценивали «свободное» и «рабское» население туарегов в районе от 1 до 8 или 9 человек. В то же время рабское население «римаибе» Масина Фульбе, примерно эквивалентное Белле, составляло от 70 % до 80 % населения Фульбе, в то время как рабские группы Сонгай вокруг Гао составляли от 2/3 до 3/4. от всего населения Сонгай. Кляйн заключает, что примерно 50 % населения французского Судана в начале 20-го века находились в рабских или рабских отношениях.

## Текущее состояние
Хотя государства после обретения независимости пытались объявить рабство вне закона, результаты были неоднозначными. Традиционные кастовые отношения сохранились во многих местах, включая институт рабства. В некоторых областях потомки этих рабов, известных как Белла, все ещё остаются рабами. В Нигере, где практика рабства была запрещена в 2003 году, исследование показало, что два года спустя почти 8 % населения все ещё находились в рабстве.

### Мали
В Мали члены потомственных рабских общин туарегов сообщали, что они не пользовались равными возможностями в области образования и были лишены гражданских свобод другими группами и кастами. Общины икелан в Гао и Менака также сообщали о систематической дискриминации со стороны местных властей и других лиц, которая препятствовала их возможности получить документы, удостоверяющие личность или регистрационные карточки избирателей, найти подходящее жилье, защитить своих животных от краж, обратиться за правовой защитой или получить доступ к помощи в целях развития.
В 2008 году базирующаяся в туарегах правозащитная группа «Темедт» вместе с «Интернационалом против рабства» сообщила, что «несколько тысяч» членов касты туарегов Белла остаются в рабстве в регионе Гао и особенно вокруг городов Менака и Ансонго. Они жалуются, что, хотя законы предусматривают возмещение ущерба, дела редко разрешаются малийскими судами.

### Нигер
В Нигере, где практика рабства была объявлена вне закона в 2003 году, исследование показало, что более 800 000 человек все ещё остаются рабами, что составляет почти 8 % населения. Рабство в Нигере восходит к столетиям и было окончательно криминализовано в 2003 году после пяти лет лоббирования со стороны Anti-Slavery International и нигерийской правозащитной группы Timidria.
Рабство по происхождению, когда поколения одной семьи рождаются в неволе, традиционно практикуют по крайней мере четыре из восьми этнических групп Нигера. Рабовладельцы — это в основном представители светлокожих кочевых этнических групп — туарегов, фула, тубу и арабов. В районе Сай на правом берегу реки Нигер, по оценкам, три четверти населения около 1904—1905 годов составляли рабы.